# あぶくま高原道路
あぶくま高原道路（あぶくまこうげんどうろ、英語: ABUKUMA KOGEN ROAD）は、福島県西白河郡矢吹町の矢吹インターチェンジ (IC) から福島県田村市の滝根ICに至る日本の高速道路（自動車専用道路）の愛称である。福島空港・あぶくま南道路として、地域高規格道路に指定されている。
高速道路ナンバリングによる路線番号は、「E80」が割り振られている。

## 概要
東北自動車道 矢吹ICと磐越自動車道 小野ICを結ぶ自動車専用道路で高速道路と一体となって高速交通ネットワークを形成する道路で、福島空港へのアクセス路となり、また地域の広域的な連携・交流の活性化や緊急・災害時におけるバイパスとしての機能が期待されている道路でもある。
1994年度（平成6年度）より一部区間の事業が着手され、2001年（平成13年）3月に最初の開通区間となる矢吹IC - 玉川IC間を供用開始。2011年（平成23年）3月26日に全線開通予定のところ、同年3月11日に発生した東北地方太平洋沖地震（東日本大震災）により開通式典は中止になり、のちに公式には予定より2日早い3月24日に矢吹IC - 小野IC間の35.9キロメートル (km) が開通したことが発表された。この地震の影響により、既供用区間の福島空港IC - 石川母畑IC、蓬田PA - 小野IC間が一時通行止めになったり、予定されていた蓬田PAの仮出入口の廃止日時も繰り上げられた。
この後、東日本大震災からの復興を担う「ふくしま復興再生道路」として、福島県道145号吉間田滝根線バイパス（広瀬工区）として小野IC - 滝根IC間の2.6kmが事業化。その後、福島復興再生特別措置法に基づき国土交通省の直轄権限代行工事により、2024年（令和6年）4月13日に一般県道区間6.6kmと併せて開通し、同日あぶくま高原道路区間へ編入された。
矢吹中央IC - 玉川IC間のみが有料区間で、それ以外（矢吹IC - 矢吹中央IC間と玉川IC以東）は無料区間である。有料道路区間となる間は、福島県道路公社管轄の有料道路である。第1種第3級の自動車専用道路であり、延長は6.6 km、1999年（平成11年）1月4日着工、2001年（平成13年）3月26日完成、事業費は31.6億円、料金は普通自動車 310円である。料金徴収期限は完成の30年後である2031年3月26日までである。なお、ETCは利用できない。

### 路線名
「あぶくま高原道路」は募集により決定された愛称で、道路法上の路線名は矢吹IC - 小野IC間が主要地方道・福島県道42号矢吹小野線、小野IC - 滝根IC間が主要地方道・福島県道36号小野富岡線であり、全区間が地域高規格道路福島空港・あぶくま南道路に指定されている。建設時から、当道路と東北自動車道、磐越自動車道で首都機能移転候補都市を三角形に囲むことから、トライアングルハイウェイと呼ばれていた。
- 福島県道42号矢吹小野線：矢吹IC - 小野IC
- 福島県道36号小野富岡線：小野IC - 滝根IC

### 路線データ
- 区間：矢吹町（東北自動車道 矢吹IC） - 田村市（滝根IC）[3]
- 延長：38.5 km[3]
- 幅員：22.0 m（道路部）[3]
- 道路規格：1種3級（自動車専用道路　設計速度80 km/h）[3]
- 事業主体：福島県[3]

## インターチェンジなど
- 全区間福島県内に所在。
- インターチェンジ番号欄の背景色が■である部分については道路が供用済みの区間を示している。
- 路線名の特記がないものは町村道。

| IC番号                                         | 施設名       | 接続路線名                                                     | 起点から の距離 | 終点から の距離 | 備考                                                             | 所在地 | 所在地          | 所在地          |
| ---------------------------------------------- | ------------ | -------------------------------------------------------------- | --------------- | --------------- | ---------------------------------------------------------------- | ------ | --------------- | --------------- |
| 1                                              | 矢吹IC       | E4 東北自動車道 国道4号                                        | 0.0             | 35.9            | 東北道のIC番号は「15」                                           | 福島県 | 西白河郡 矢吹町 | 西白河郡 矢吹町 |
| 2                                              | 矢吹中央IC   | 県道44号棚倉矢吹線（町道経由） 県道106号石川矢吹線（町道経由） | 3.9             | 32.0            |                                                                  | 福島県 | 西白河郡 矢吹町 | 西白河郡 矢吹町 |
| -                                              | 矢吹料金所   | -                                                              |                 |                 |                                                                  | 福島県 | 西白河郡 矢吹町 | 西白河郡 矢吹町 |
| 3                                              | 玉川IC       | 国道118号 県道42号矢吹小野線（現道）                           | 10.5            | 25.4            |                                                                  | 福島県 | 石川郡          | 玉川村          |
| 4                                              | 福島空港IC   | 県道42号矢吹小野線（現道） 県道63号古殿須賀川線                | 13.6            | 22.3            |                                                                  | 福島県 | 石川郡          | 玉川村          |
| 5                                              | 石川母畑IC   | 県道42号矢吹小野線（現道） 県道40号飯野三春石川線              | 17.1            | 18.8            |                                                                  | 福島県 | 石川郡          | 石川町          |
| 6                                              | 平田西IC     | 県道42号矢吹小野線（現道、村道経由）                           | 21.1            | 14.8            |                                                                  | 福島県 | 石川郡          | 平田村          |
| -                                              | 蓬田仮出入口 | 県道42号矢吹小野線（現道）                                     | 24.0            | 11.9            | 小野方面旧仮出入口 東日本大震災により廃止 蓬田PAを設置予定だった | 福島県 | 石川郡          | 平田村          |
| 7                                              | 平田IC       | 国道49号                                                       | 27.3            | 8.6             | 道の駅ひらたが近接 (0.4 km)                                      | 福島県 | 石川郡          | 平田村          |
| 8                                              | 小野IC       | 国道349号 E49 磐越自動車道                                     | 35.9            | 0.0             | 磐越道のIC番号は「2」                                            | 福島県 | 田村郡 小野町   | 田村郡 小野町   |
| 9                                              | 滝根IC       | 県道19号船引大越小野線                                         | 38.5            | 2.6             |                                                                  | 福島県 | 田村市          | 田村市          |
| 県道36号小野富岡線（県道吉間田滝根線広瀬工区） |              |                                                                |                 |                 |                                                                  | 福島県 | 田村市          | 田村市          |

## 歴史
平成6年度より、最初の事業区間となる矢吹町、玉川村及び小野町の一部区間について事業着手され、1994年（平成6年）8月に矢吹IC - 福島空港間および平田村（国道49号） - 小野IC間（延長21 km）の路線計画が公表される。同年12月に本路線の全体計画が地域高規格道路の計画路線に指定され、翌1995年（平成7年）4月、あぶくま高原自動車道建設事務所を平田村大字永田に設置するとともに、一部区間が地域高規格道路の整備区間に指定された。さらに、平成8年度から矢吹町の未着手区間について事業着手がなされ、平成9年度から玉川村の国道118号 - 福島空港間について事業着手された。
2001年（平成13年）3月に最初の開通区間となる矢吹IC - 玉川IC間（延長10.5 km）を供用開始。2002年（平成14年）9月に玉川IC - 福島空港間（3.1 km）が供用開始されて、東北自動車道と福島空港間が有料自動車専用道路で結ばれる。福島空港まで開通した翌年の2003年（平成15年）9月以降から、無料区間にあたる福島空港と磐越自動車道とを結ぶ区間について地域高規格道路の整備区間に指定され、2004年（平成16年）に平田IC - 小野IC間（延長8.6 km）を供用し、さらに福島空港IC - 平田IC間の山間部の平成22年度供用を目指して整備がすすめられた。2009年（平成21年）3月に蓬田PA - 平田IC間（3.3 km）、同年8月に福島空港IC - 石川母畑IC間（3.5 km）の開通と順調に路線は延長されていったが、2011年（平成23年）3月11日に発生した東北地方太平洋沖地震に起因する東日本大震災の被害を受け、道路は全面通行止めとなる。3月24日に石川母畑IC - 蓬田PA間（6.9 km）の供用開始により全線（矢吹IC - 小野IC間35.9 km）が開通となるものの、この年の震災復旧のための災害対策基本法に基づく緊急交通路の指定により、緊急車両や一部車両に限り無料通行が認められる通行規制が敷かれるとともに、被災した道路復旧工事が行われた。震災発生から1年度の2012年（平成24年）3月、復旧工事終了によって通行止めが解除されて有料区間の無料開放が終了された。
その後、東日本大震災からの復興を担う「ふくしま復興再生道路」に位置づけられた福島県道145号吉間田滝根線（広瀬工区）の自動車専用道路区間として、小野IC - 滝根IC間（延長2.6km）が事業化。2024年（令和6年）4月13日に開通し、同日福島県道36号小野富岡線の経路指定を受け、あぶくま高原道路に編入される。

### 年表
- 2001年（平成13年）3月27日 : 矢吹IC - 玉川IC間開通。
- 2002年（平成14年）9月18日 : 玉川IC - 福島空港IC間開通。
- 2004年（平成16年）11月25日 : 平田IC - 小野IC間開通。
- 2009年（平成21年）
  - 3月26日 : 蓬田PA - 平田IC間開通。
  - 8月4日 : 福島空港IC - 石川母畑IC間開通。
- 2011年（平成23年）
  - 3月11日 : 東北地方太平洋沖地震の影響により、矢吹IC - 石川母畑IC間、蓬田PA - 小野IC間通行止（既供用区間の全部の通行止め）。
  - 3月15日 : 石川母畑IC - 蓬田PA間開通。ただし、福島空港IC - 小野IC間は緊急車両等のみ通行可能（災害対策基本法に基づく緊急交通路の指定（3/22 10:00からは道路交通法に基づく規制））だった。（この間、矢吹IC - 福島空港IC間は引き続き通行止め。）
  - 3月24日 : 石川母畑IC - 蓬田PA間一般車両にも供用開始（福島空港IC - 小野IC間の道路交通法に基づく規制の解除）。同時に矢吹IC - 福島空港IC間も通行止め解除。これに伴い、矢吹IC - 小野IC間の全線にわたり通行可能となった。本来は、3月26日に全線開通を予定していたが、3月11日に発生した東北地方太平洋沖地震の影響で開通は延期となった。しかし、その後3月24日に全線開通させた事が発表された。
  - 6月20日 : 有料区間の無料措置を実施。無料の対象は被災証明書、罹災証明書を有している車両と中型車、大型車、特大車に限定[8]。
  - 10月17日 : 東北地方太平洋沖地震の復旧工事のため、矢吹IC - 矢吹中央IC間で通行止。
  - 12月1日 : 有料区間の一時的な無料開放開始[4]。
  - 12月28日 : 東北地方太平洋沖地震の復旧工事のため通行止となっていた矢吹IC - 矢吹中央IC間通行止解除。
- 2012年（平成24年）
  - 1月10日 : 東北地方太平洋沖地震の復旧工事のため、矢吹中央IC - 玉川IC間通行止。
  - 3月28日 : 東北地方太平洋沖地震の復旧工事のため通行止となっていた矢吹中央IC - 玉川IC間を2日間前倒しで通行止解除。
  - 3月31日 : 有料区間の一時的な無料開放を終了。
- 2018年（平成30年）1月15日 : 小野ICに直結する福島県道145号吉間田滝根線の広瀬改良事業が着工[9]。
- 2022年（令和4年）4月11日 - 9月30日：小野IC付近の橋梁拡幅工事にともない平田IC - 小野IC間で通行止[10]。
- 2023年（令和5年）9月4日 - 吉間田滝根線（広瀬工区）との接続改良工事にともない平田IC - 小野IC間で通行止[11]。
- 2024年（令和6年）4月13日 - 吉間田滝根線[注釈 1]（広瀬工区）開通により、小野IC - 滝根IC間が編入。平田IC - 小野IC間で通行止解除。小野ICから平田IC方面へのオンランプは小戸神橋（拡幅部）の舗装沈下のため引き続き通行止[12]。

## 道路施設

### 橋梁
赤沢大橋
- 全長：161.3m
  - 主径間：65.0m
- 幅員：10.0（22.79）m
- 形式：3径間PC連続ポステン箱桁橋
- 竣工：2000年度

矢吹町赤沢に位置する矢吹インターチェンジ内のランプ橋である。当路線上り、国道4号上りから矢吹インターチェンジへのランプウェイ、国道4号本線、国道4号上りから矢吹インターチェンジへのランプウェイ、矢吹インターチェンジから国道4号上りへのランプウェイを順に渡る。橋上は国道4号下り線からあぶくま高原道路、あぶくま高原道路から東北自動車道、国道4号下り線へ向かうランプウェイの上下対向3車線で供用されている。桁下の国道4号、矢吹インターチェンジの交通を阻害しないため、押出工法と片持張出工法が併用された。総工費は18億200万円。
西長峰跨線橋
- 全長：43.6m
- 幅員：7.0(10.89)m
- 形式：PC単純ポステンT桁橋
- 竣工：1999年度

矢吹町五本松から西長峰に跨り、JR東北本線を渡る。建設時の仮称は中小3号橋。工期短縮と品質の向上を図り、工場で製作したブロック桁を現場で接合するセグメント工法が用いられた。総工費は4億4500万円。
田町橋
- 全長：23.805m
- 幅員：7.0(10.89)m
- 形式：PC単純プレテンT桁橋
- 竣工：1999年度

矢吹町田町にて矢吹町道田町大池線を渡る。建設時の仮称は中小4号橋。工場製作されたプレキャスト桁をトラッククレーンで吊り上げ架設された。総工費は2億4900万円。
弥栄橋
- 全長 - 27.5 m
- 幅員 - 14.0(22.07)m
- 形式 - 鋼単純鈑桁橋
- 竣工 - 1999年度

矢吹町八幡町にて矢吹町道を渡る。橋上は片側2車線で供用されており、橋の西側まで対面通行である。総工費は2億7800万円。
八幡橋
- 全長：21.4m
- 幅員：17.5(26.07)m
- 形式：PC単純ポステンT桁橋
- 竣工：2000年度

矢吹町八幡町に位置し、福島県道44号棚倉矢吹線を渡る。矢吹中央インターチェンジのすぐ西に位置し、橋上は片側2車線とインターチェンジから上り線への加速車線、計5車線で供用されている。総工費は4億7600万円。
文京橋
- 全長：23.2m
- 幅員：18.0（26.09)m
- 形式：PC単純プレテン床版桁橋
- 竣工：1999年度

矢吹町八幡町から文京町に跨り、矢吹町道を渡る跨道橋である。建設時の仮称は中小8号橋。西側に矢吹中央インターチェンジがあるため橋上は片側2車線で供用されている（下り線側はインターの合流車線の終端部に当たる）。工場製作されたプレキャスト桁をトラッククレーンで吊り上げ架設された。総工費は2億6890万円。
寺内橋
- 全長：45.0m
- 幅員：7.0（10.89）m
- 形式：鋼単純鈑桁橋
- 竣工：1998年度

矢吹町寺内から諏訪の前に跨り、福島県道106号石川矢吹線を渡る。総工費は2億5900万円。
須乗橋
- 全長：46.0m
- 幅員：7.0（10.89）m
- 形式：鋼単純鈑桁橋
- 竣工：1998年

矢吹町諏訪の前から上宮崎に跨り、矢吹町道諏訪の前2号線を渡る。建設時は中小10号橋の仮称だった。総工費は2億5100万円。
宮崎橋
- 全長：28.2m
- 幅員：14.0（22.09）m
- 形式：鋼単純鈑桁橋
- 竣工：1998年度

矢吹町上宮崎から下宮崎に跨り、矢吹町道牡丹平上宮崎線を渡る。建設時の仮称は中小11号橋であった。矢吹料金所に近く、橋上は片側2車線、上下対向4車線で供用されている。総工費は3億800万円。
うつくしま大橋（1,260 m、矢吹TB - 玉川IC間）
ひりゅう大橋
- 全長：382.0m
  - 主径間：79.0m
- 幅員：7.5～10.0(10.89～14.89)m
- 形式：2径間PC連続中空床版桁橋＋5径間PC連続ラーメン箱桁橋
- 竣工：2002年度

玉川村蒜生字恵平から字栗木内に跨り、一級水系阿武隈川水系金波川と、それに並行する国道118号を渡る。橋上は上下対向2車線に加え、玉川インターチェンジ下り線オンランプが起点側の一部に掛かっている。橋名は所在する大字蒜生のひらがな表記である。総工費は23億2600万円。
吉大橋
- 全長：135.0m（上り線）・157.5m（下り線）
  - 主径間：48.5m（上り線）60.5m（下り線）
- 幅員：7.0（10.0）m（上り線）・7.0（10.8）m（下り線）
- 形式：3径間鋼連続鈑桁橋
- 竣工：2008年度（上り線・2001年度（下り線）

玉川村吉字遠下・字中平から字宮ノ前に跨り、一級水系阿武隈川水系泉郷川支流の普通河川吉川と玉川村道荒田古金塚線を渡る。橋の東側に福島空港インターチェンジが位置し、橋上は片側2車線で供用されている。桁部は耐候性鋼材が用いられ、架設はクローラークレーンとベント工法が併用された。総工費は上り線が5億7800万円、下り線が6億300万円。
南須釜橋
- 全長：104.0m
  - 主径間：51.1m
- 幅員：7.0（9.5）m
- 形式：2径間鋼連続鈑桁橋
- 竣工：2007年
- 施工：協三工業

玉川村南須釜字蔵ノ前から字越田に跨り、一級水系阿武隈川水系北須川支流金波川とそれに並行する玉川村道を渡る。合成床版を用いることで主桁本数を減らし、構造の単純化が図られた。総工費は4億7400万円。
青井沢1号橋
- 全長：180.0m
  - 主径間：53.0m
- 幅員：7.0（9.5）m
- 形式：4径間鋼連続2主鈑桁橋
- 竣工：2009年
- 施工：横河ブリッジ

玉川村南須釜字小半弓から字青井沢に跨り、一級水系阿武隈川水系北須川支流東川とそれに並行する玉川村道南32号線を渡る。総工費は7億9300万円。
青井沢2号橋
- 全長：164.0m
  - 主径間：40.0m
- 幅員：7.0（9.5）m
- 形式：4径間鋼連続2主鈑桁橋
- 竣工：2009年
- 施工：矢田工業

玉川村南須釜字青井沢から平田村西山字草場に跨り、一級水系阿武隈川水系北須川支流青井沢川とそれに並行する玉川村道南42号線を渡る。総工費は6億300万円。
草場橋
- 全長：77.5m
  - 主径間：38.05m
- 幅員：7.0（9.5）m
- 形式：2径間鋼連続2主鈑桁橋
- 竣工：2009年度
- 施工：矢田工業

平田村西山字草場に位置し、平田村道1097号を渡る。総工費は2億4900万円。
西山1号橋
- 全長：136.0m
  - 主径間：53.0m
- 幅員：7.0（9.5）m
- 形式：3径間鋼連続2主鈑桁橋
- 竣工：2009年度
- 施工：矢田工業

平田村西山字草場に位置し、一級水系阿武隈川水系北須川支流西山川とそれに沿う福島県道42号矢吹小野線本線を渡る。総工費は6億700万円。
平田西インター橋
西山2号橋
- 全長：190.0m
  - 主径間：38.0m
- 幅員：7.0（9.5）m
- 形式：5径間鋼連続鈑桁橋
- 竣工：2009年度
- 施工：川田工業

平田村西山字煙石に位置し、福島県道42号矢吹小野線本線と橋梁直下で交差する村道206号を渡る。総工費は5億6400万円。
下蓬田橋
- 全長：135.0m
  - 主径間：44.6m
- 幅員：7.0（9.5）m
- 形式：3径間鋼連続鈑桁橋
- 竣工：2007年度
- 施工：川田工業

⁮平田村下蓬田字空窯に位置し、平田村道を渡る。総工費は4億1900万円。
中屋敷橋
- 全長：38.4m
- 幅員：7.0（10.5）m
- 形式：PC単純ポステンコンポ桁橋
- 竣工：2006年度
- 施工：エム・テック

平田村下蓬田字中屋敷に位置し、一級水系阿武隈川水系北須川支流沢又川とそれに並行する村道を渡る。5分割されたセグメント桁を終点側より押し出す工法で架設された。総工費は16億8千万円。
武名坂橋
- 全長：89.5
- 幅員：7.0（9.5）m
- 形式：2径間鋼連続鈑桁橋
- 竣工：2007年度
- 施工：東開工業

平田村下蓬田字蓬来内から下蓬田字武名坂にまたがり、福島県道42号矢吹小野線本線とそれに交差する平田村道を渡る。合成床版を用いることで主桁本数を減らし、構造の単純化が図られた。総工費は2億6300万円。
北須川橋
- 全長：33.0m
- 幅員：7.0（10.05）m×2
- 形式：PC単純ポステンコンポ桁橋
- 竣工：2003年

平田村上蓬田字古屋敷地内、平田インターチェンジ北側に位置し、一級水系阿武隈川水系今出川支流の北須川最上流部を渡る。橋上は片側2車線で供用されており、直下流に上り線オフランプの橋梁がかかる。総工費は2億3400万円。
中根橋
- 全長：43.7m(上り）・45.8m（下り）
- 幅員：10.5(16.966)m（上り）・7.0(10.25）m（下り）
- 形式：PCポステンバルブT桁橋
- 竣工：2003年度

平田村上蓬田字字横森後から字横森前に跨り、国道49号を渡る。橋上は片側2車線、上り橋梁はさらに平田インターチェンジオフランプ減速車線の片側計3車線で供用されている。総工費は3億9000万円。
曲山橋
- 全長：29.6m
- 幅員：7.0（10.05）m
- 形式：PC単純ポステンコンポ桁橋
- 竣工：2003年度

平田村上蓬田字入山から字曲山に跨り、福島県道42号矢吹小野線本線を渡る。橋上は上下対向暫定2車線で供用されている。総工費は1億8500万円。
雁股田橋
- 全長：167.0m
  - 主径間：43.5m
- 幅員：7.0（9.84）m
- 形式：4径間鋼連続鈑桁橋
- 竣工：2004年度

小野町雁股田字仁井殿から字堀切をかすめ字関場に跨り、二級水系夏井川水系十石川と福島県道42号矢吹小野線本線を渡る。当橋梁の直後に雁股田トンネルが位置する。総工費は6億700万円。
菖蒲谷橋
- 全長：160.0m
  - 主径間：49.55m
- 幅員：7.0（9.84）m
- 形式：4径間鋼連続鈑桁橋
- 竣工：2004年度

小野町菖蒲谷字鹿島から字仲田に跨り、二級水系夏井川水系黒森川と福島県道42号矢吹小野線本線を渡る。総工費は5億4900万円。
高平橋
- 全長：33.4m
- 幅員：7.0（10.14）m
- 形式：PC単純ポステンT桁橋
- 竣工：1998年度

小野町皮籠石字高平に位置し、小野町道田尻小野赤沼線を渡る。橋桁は3つのセグメント桁に分かれており横取り移動架設工法で架設された。総工費は1億6110万円。
皮籠石橋
- 全長：229.9m
  - 主径間：81.4m
- 幅員：7.0（10,14）m
- 形式：3径間PC連続ラーメン箱桁橋
- 竣工：1998年度

田村郡小野町皮籠石字大平から字宮ノ前に跨り、二級水系夏井川水系車川と並行する福島県道13号小野田母神線を渡る。中央の第2径間は張り出し架設工法が用いられた。総工費は15億7600万円。
鶴庭橋
- 全長：240.0m
  - 主径間：54.5m
- 幅員：7.0（10.14）m
- 形式：5径間鋼連続鈑桁橋
- 竣工：1998年度

小野町皮籠石字北ノ内から字鶴庭に跨り、カーブを描く田村広域農道を渡る。経済性からベント併用トラッククレーン工法が採用された。総工費は13億300万円。
八反田橋
- 全長：65.0m
- 幅員：7.0(8.5)m
- 形式：鋼単純箱桁橋
- 竣工：2004年度

小野町小野新町字八反田に位置する。R=300mの曲線橋であり、丘陵部と右支夏井川にはさまれた急峻な地形であることからクレーン架設などが不可能なため送出し工法が用いられた。総工費は8億700万円。
小白井橋
- 全長：50.0m
- 幅員：6.5（8.5）m
- 形式：鋼単純箱桁橋
- 竣工：2004年度

小野町小野新町字八反田に位置する。R=160mの急な曲線橋であり、八反田橋と同様、丘陵部と右支夏井川にはさまれた急峻な地形であることからクレーン架設などが不可能なため送出し工法が用いられた。総工費は6億1500万円。
小戸神橋
- 全長：361.0m
  - 主径間：69.0m
- 幅員：7.0（10.14）m
- 形式：7径間鋼連続箱桁橋
- 竣工：2002年度

小野町小戸神字坪毛・小野新町字馬番から小野新町字八反田に跨り、小野インターチェンジへのアプローチのために磐越自動車道、国道349号を渡る。橋上は上下対向2車線で供用され、福島県道145号吉間田滝根線広瀬工区延伸に備え路肩が広くとられている。総工費は19億9200万円。
七生根橋
- 全長：41.1m
- 幅員：7.0(14.5)m
- 形式：鋼単純箱桁橋
- 竣工：2004年度

小野町小野新町字七生根に位置し、国道349号を跨ぎあぶくま高原道路と磐越自動車道小野インターチェンジとを結ぶランプ橋である。橋上は上下対向1車線で供用されている。取付部の盛土の植栽などが周辺住民による景観検討により決められており、当橋梁の桁部分も景観に配慮し薄いベージュ色に塗装されている。総工費は7億3100万円。

### トンネル
川辺トンネル（353 m、玉川IC - 福島空港IC間）
青井沢1号トンネル（石川母畑IC - 平田西IC）
- 全長：198.0m
- 幅員：7.0（9.5）m
- 有効高：4.7m
- 工法：NATM工法（補助ベンチ付き全断面掘削工法・発破掘削方式）
- 施工：会津土建・渡辺組・滝谷建設工業特定建設工事共同企業体

玉川村南須釜字青井沢に位置する。緊急地方道整備事業として2007年度より建設された。2008年10月3日に起工され、2009年5月27日に貫通、2011年3月24日に供用が開始された。総工費は5億8000万円。
青井沢2号トンネル（石川母畑IC - 平田西IC）
- 全長：145.0m
- 幅員：7.0（9.5）m
- 有効高：4.7m
- 工法：NATM工法（補助ベンチ付き全断面掘削工法・発破掘削方式）
- 施工：会津土建・渡辺・滝谷特定建設工事共同企業体

玉川村南須釜字青井沢に位置する。緊急地方道整備事業として2007年度より建設された。2008年10月3日に起工され、2009年5月27日に貫通、2011年3月24日に供用が開始された。総工費は4億9900万円。
西山1号トンネル（石川母畑IC - 平田西IC）
- 全長：213.0m
- 幅員：7.0（9.5）m
- 有効高：4.7m
- 工法：NATM工法（補助ベンチ付き全断面掘削工法・発破掘削方式）
- 施工：会津土建・渡辺・滝谷特定建設工事共同企業体

玉川村南須釜字青井沢に位置する。緊急地方道整備事業として2007年度より建設された。2008年6月16日に起工され、2009年5月27日に貫通、2011年3月24日に供用が開始された。総工費は6億7300万円。
西山2号トンネル（石川母畑IC - 平田西IC）
- 全長：305.0m
- 幅員：7.0（9.5）m
- 有効高：4.7m
- 工法：NATM工法（補助ベンチ付き全断面掘削工法・発破掘削方式）
- 施工：会津土建・渡辺・滝谷特定建設工事共同企業体

玉川村南須釜字青井沢から平田村西山字煙石に至る。緊急地方道整備事業として2007年度より建設された。2008年6月16日に起工され、2009年5月27日に貫通、2011年3月24日に供用が開始された。総工費は8億3900万円。
上蓬田トンネル（184 m、平田IC - 小野IC間）
雁股田トンネル（639 m、平田IC - 小野IC間）
こまちトンネル（115 m、平田IC - 小野IC間）

### トンネルの数
| 区間                    | 上り線 | 下り線 |
| ----------------------- | ------ | ------ |
| 矢吹IC - 玉川IC         | 0      | 0      |
| 玉川IC - 福島空港IC     | 1      | 1      |
| 福島空港IC - 石川母畑IC | 0      | 0      |
| 石川母畑IC - 平田西IC   | 4      | 4      |
| 平田西IC - 平田IC       | 0      | 0      |
| 平田IC - 小野IC         | 3      | 3      |
| 合計                    | 8      | 8      |

## 交通量
24時間交通量（台） 道路交通センサス
| 区間                    | 平成17（2005）年度 | 平成22（2010）年度 | 平成27（2015）年度 |
| ----------------------- | ------------------ | ------------------ | ------------------ |
| 矢吹IC - 矢吹中央IC     | データなし         | 03,115             | 03,902             |
| 矢吹中央IC - 玉川IC     | データなし         | 711                | 01,467             |
| 玉川IC - 福島空港IC     | データなし         | 01,712             | 02,897             |
| 福島空港IC - 石川母畑IC | 調査当時未開通     | 01,712             | 02,897             |
| 石川母畑IC - 平田西IC   | 調査当時未開通     | 調査当時未開通     | データなし         |
| 平田西IC - 平田IC       | 調査当時未開通     | 02,291             | 04,011             |
| 平田IC - 小野IC         | データなし         | 02,291             | 04,011             |

（出典：「平成22年度道路交通センサス」・「平成27年度全国道路・街路交通情勢調査」（国土交通省ホームページ）より一部データを抜粋して作成）
- 令和2年度に実施予定だった交通量調査は、新型コロナウイルスの影響で延期された[19]。

## 地理

### 通過する自治体
- 福島県
  - 西白河郡矢吹町 - 石川郡玉川村 - 石川郡石川町 - 石川郡玉川村 - 石川郡平田村 - 田村郡小野町 - 田村市

### 接続する高速道路
- E4 東北自動車道 （矢吹ICで接続）
- E49 磐越自動車道 （小野ICで接続）